# From Beyond
From Beyond è il primo album in studio del gruppo musicale statunitense death metal Massacre, pubblicato nel 1991 dalla Relativity Records negli Stati Uniti d'America e dalla britannica Earache Records in Europa.

## Il disco
Registrato subito dopo il rientro della sezione ritmica dalla malaugurata avventura nei Death, questo lavoro venne pubblicato in fretta e furia dall'etichetta discografica che, grazie al nome dei componenti presenti, ebbe un buon riscontro di vendite e, soprattutto, un'ottima accoglienza da parte della critica di settore. 

## Curiosità
È il disco in cui la formazione è composta interamente da membri che hanno precedentemente militato nei Death.
La traccia dal titolo Corpsegrinder non è una cover di quella dei Death ma, bensì, è stata scritta dallo stesso Rick Rozz ai tempi in cui vennero registrati i primi demo dei Death.
Per la traccia Chamber of Ages fu realizzato un videoclip.
La copertina e il logo della band furono disegnati dal famoso illustratore Ed Repka.

## Edizioni
Di quest'album esistono più edizioni e, la differenza non risiede soltanto nel colore dato alla copertina ma anche nel contenuto.
Perché, nel 2000 è stato ristampato una prima volta con l'aggiunta dell'intero EP Inhuman Condition con una copertina in cui: la tonalità dominante divenne il blu, i mostri rappresentati in copertina da verdi diventarono rossi e, il colore del logo da azzurro passò ad essere viola. Nel 2011 venne ri-editato, nello stesso formato ma, in versione digipak e con la copertina molto simile a quella dell'originale. Infine, è del 2014 l'edizione in cui tutto viene ripristinato come fu in origine: stessa track-list, stessa copertina e, soprattutto, stesso retro-cover. L'unico limite fu che uscì esclusivamente nel formato LP, ma ri-masterizzato.

## Tracce
Testi di Kam Lee, musiche di Rick Rozz, eccetto dove indicato.

### Standard Version
1. Dawn of Eternity – 5:10
2. Cryptic Realms – 4:50
3. Biohazard – 4:37
4. Chamber of Ages – 4:50
5. From Beyond – 4:27
6. Defeat Remains – 4:17
7. Succubus – 3:02
8. Symbolic Immortality – 3:38
9. Corpsegrinder – 3:19 (testo: Rick Rozz)

### Repress Edition
1. Dawn of Eternity – 5:12
2. Cryptic Realms – 4:53
3. Biohazard – 4:41
4. Chamber of Ages – 4:51
5. From Beyond – 4:28
6. Defeat Remains – 4:17
7. Succubus – 3:03
8. Symbolic Immortality – 3:39
9. Corpsegrinder – 3:20 (testo: Rick Rozz)
10. Inhuman Condition – 5:40
11. Plains of Insanity – 4:48
12. Warhead – 5:16 – cover dei Venom
13. Provoked Accurser – 4:52

## Formazione
Gruppo
- Kam Lee – voce
- Rick Rozz – chitarra
- Terry Butler - basso
- Bill Andrews – batteria

Altri musicisti
- Cronos – voce in Warhead
- Walter Trachsler – chitarra (1-9 e 13)
- Steve Swanson – chitarra (10-12)